# Juniperus bermudiana
Juniperus bermudiana là một loài thực vật hạt trần trong họ Cupressaceae. Loài này được L. mô tả khoa học đầu tiên năm 1753.